# Ansionjärvi
Ansionjärvi este o arie protejată (arie de protecție specială avifaunistică — SPA) din Finlanda întinsă pe o suprafață de 94 ha, integral pe uscat.

## Localizare
Centrul sitului Ansionjärvi este situat la coordonatele 60°49′45″N 25°01′00″E / 60.8292°N 25.0167°E.

## Înființare
Situl Ansionjärvi a fost declarat arie de protecție specială avifaunistică în august 1998 pentru a proteja 12 specii de animale.

## Biodiversitate
Situată în ecoregiunea boreală, aria protejată nu include niciun habitat protejat.
La baza desemnării sitului se află mai multe specii protejate de  păsări (12): lăcar mare (Acrocephalus arundinaceus), buhai de baltă (Botaurus stellaris), erete de stuf (Circus aeruginosus), cristeiul de câmp (Crex crex), lebădă de iarnă (Cygnus cygnus), șoimul rândunelelor (Falco subbuteo), cocor (Grus grus), Hydrocoloeus minutus, pescăruș râzător (Larus ridibundus), corcodel-cu-gât-roșu (Podiceps grisegena), cresteț pestriț (Porzana porzana), chiră de baltă (Sterna hirundo).
Pe lângă speciile protejate, pe teritoriul sitului au mai fost identificate 11 specii de păsări, 2 specii de nevertebrate.